# Maksim Fadejev
Maksim Aleksandrovitsj Fadejev (Russisch: Максим Александрович Фадеев, Koergan, 6 mei 1968) is een Russisch zanger, componist en producer. Fadejev is vooral bekend als manager en producer van Serebro, Gloekoza, Alisa Kozjikina, MOLLY, Joelia Savitsjeva en Jelena Temnikova.

## Biografie

### Jeugd en begin carrière
Maksim Fadejev werd in 1968 in Koergan in Zuidwest-Siberië. Op jonge leeftijd leerde Fadejev piano, basgitaar en gitaar spelen. In zijn tienerjaren ging Fadejev ook componeren. Op zeventienjarige leeftijd schreef hij zijn eerste liedje, Tantsoej na bitom stjoklach. In 1989 schreef hij zich in voor de zangwedstrijd Jūrmala-89, maar deed pas een jaar later mee aan hetzelfde festival wat toen in Jalta werd gehouden. Hij eindigde daar op de derde plaats en kreeg 500 roebel als prijzengeld. Kort daarna ging Fadejev werken met artiesten zoals Valeri Leontjev en Larisa Dolina.

### Producer van Linda
In 1993 kwam hij op uitnodiging naar Moskou om daar te werken in de muziekindustrie. Al snel kwam hij erachter dat er geen plaats voor hem was als zanger, omdat al zijn muziek werd geweigerd door radiozenders. In Moskou leerde hij ook zangeres Linda kennen voor wie hij muziek begon te produceren. Linda's eerste album dat in 1994 uitkwam verkreeg de platinum status. In 1997 hielden Fadejev en Linda een groot concert in Kiev, waarbij meer dan vierhonderdduizend mensen op de been waren. Twee jaar later verbrak hij de samenwerking met Linda. Hierna verhuist Fadejev naar Duitsland en later ook Tsjechië om filmmuziek te schrijven.

### Eigen platenlabel
In 2002 kwam hij terug naar Rusland, waar hij de zangeres Gloekoza ontdekte en met haar haar eerste nummer Nevesta opnam. Fadejev werd kort daarna gevraagd door Konstantin Ernst van Pervyj Kanal om producer te worden van het tweede seizoen van Fabrika Zvjozd. De winnaar van dat seizoen werd Polina Gagarina, maar zij weigerde uiteindelijk om verder te werken met Fadejev na haar winst. Maar zangeressen Jelena Temnikova, Joelia Savitsjeva en Jelena Terlejeva en zanger Irakli wilden wel met Fadejev in zee. Fadejev richtte in 2003 zijn eigen muzieklabel Monolit Records op, waar hij zijn acts onderbracht.
Zangeres Joelia Savitsjeva werd in 2004 geselecteerd om Rusland op het Eurovisiesongfestival 2004 te vertegenwoordigen in Istanboel, Turkije. Ze zong het door Fadejev gecomponeerde Believe me, waarmee ze elfde werd. Hetzelfde jaar werd Fadejev co-producer van het vijfde seizoen van Fabrika Zvjozd samen met Alla Poegatsjova. In 2010 componeerde Fadejev het nummer Butterflies voor de Wit-Russische gelegenheidsgroep 3+2 voor het Eurovisiesongfestival 2010 , nadat hun nummer Far away was teruggetrokken vanwege kritiek.

### Succes met Serebro
Fadejev richtte de meidengroep Serebro in het begin van 2007 op, waarvan Jelena Temnikova de leadzangeres zou worden. Daarnaast werden Olga Serjabkina en Marina Lizorkina achtergrondzangeressen. Fadejev schreef zijn groep in voor het Eurovisiesongfestival 2007 met het nummer door hem geschreven Song #1. Op 8 maart 2007 werd bekendgemaakt dat de groep Rusland mocht vertegenwoordigen. De groep werd daar uiteindelijk derde, achter Vjerka Serdjoetsjka uit Oekraïne en de winnares Marija Šerifović uit Servië.
Fadejev produceerde hun eerste album OpiumROZ en schreef alle nummers van het album zelf. De singles van het album werden goed ontvangen. Song #1, Opioem en Skazji, ne moltsji kwamen allemaal bovenaan in de hitlijsten in Rusland. Hun daarop volgende album Mama lover werd een groot internationaal succes. De gelijknamige single belandde in vier verschillende landen in de top 10 van de hitlijsten, waaronder in België. De single Mi mi mi haalde in Nederland een jaar later de top 10.

### The Voice Kids
In 2014 werd Fadejev een van de coaches van Golos deti, de Russische versie van The Voice Kids. In het eerste seizoen, coachte hij onder andere Alisa Kozjikina, die de competitie uiteindelijk won. Samen met Olga Serjabkina schreef Fadejev het nummer Dreamer voor Kozjikina, waarmee zij naar het Junior Eurovisiesongfestival 2014 ging. Drie van zijn overige teamleden in hetzelfde seizoen, Darina Ivanova, Irina Morozova en Anna Jegorova, werden uiteindelijk de groep 4G. In 2015 coachte Fadejev de Oezbeekse Sabina Moestajeva, die dat seizoen uiteindelijk won. Hierna stopte Fadejev als coach.

## Privéleven
Fadejev is getrouwd en heeft een zoon.
Fadejev heeft zich meerdere keren uitgelaten over de muziekindustrie in Rusland. Zo steunde hij in 2010 een initiatief van de LDPR om een quotum voor radio's voor het spelen van Russische muziek. Ook is Fadejev vaak kritisch over grote Russische televisiekanalen zoals Pervyj Kanal.

## Projecten
- Linda (1993-1999)
- Gloekoza (2002-heden)
- Jelena Temnikova (2003-2007, 2013-heden)
- Joelia Savitsjeva (2003-heden)
- Irakli (2003-heden)
- Serebro (2007-heden)
- MOLLY (2014-heden)
- Alisa Kozjikina (2014-2016)
- 4G (2014-heden)
- Nargiz Zokirova (2015-heden)

- Gemeinsame Normdatei: 135448190
- International Standard Name Identifier: 0000 0000 5853 4372
- Library of Congress Control Number: no2016045475
- MusicBrainz: da801a15-4ffc-431d-9d27-d2262f1a544a
- Système universitaire de documentation: 225649322
- Virtual International Authority File: 80190387
- WorldCat: E39PBJB4bJXQHMcj7mHX47TT73